# 穴生 (北九州市)
穴生（あのお）は福岡県北九州市八幡西区の地名。穴生一丁目から四丁目の町がある。住居表示実施済み。郵便番号は806-0049。

## 地理
八幡西区の北部に位置し、北に陣原、北東に皇后崎町、東に萩原、南東に鷹の巣、南に森下町、西に樋口町と接する。

### 河川
- 二級河川 割子川
- 普通河川 宮川

## 地域の特徴
町域の南縁に沿って筑豊電気鉄道が走っており、北縁を東西に国道3号、穴生駅付近を通り北西方向に県道11号有毛引野線が延びている。また西縁を割子川が、東縁を宮川が流れる。
二丁目の西側を除き平坦な地形であり、黒崎と折尾の中間であることや交通の便の良さから、町内にはマンションが多く立ち並んでいる。
一丁目に穴生小学校，穴生児童館，穴生幼稚園，JA北九 穴生支店，穴生駅、二丁目に鷹見神社，浄土宗弘善寺、三丁目にマルキョウ 穴生店、四丁目に市営穴生団地，スピナ 穴生中央店などがある。

## 歴史
かつて二丁目付近は字福納、三丁目付近は字古屋敷と呼ばれていた。

### 沿革
- 1973年（昭和48年）6月1日 - 穴生一丁目 - 四丁目新設[4]。
- 1974年（昭和49年）4月1日 - 八幡区が八幡西区と八幡東区に分かれ、八幡区穴生一丁目 - 四丁目は八幡西区穴生一丁目 - 四丁目となる[5]。

### 町名の変遷
| 実施内容          | 実施年月日               | 実施後     | 実施前                     |
| ----------------- | ------------------------ | ---------- | -------------------------- |
| 町名新設 住居表示 | 1973年（昭和48年）6月1日 | 穴生一丁目 | 大字穴生の一部             |
| 町名新設 住居表示 | 1973年（昭和48年）6月1日 | 穴生二丁目 | 大字穴生の一部             |
| 町名新設 住居表示 | 1973年（昭和48年）6月1日 | 穴生三丁目 | 大字穴生，大字陣原の各一部 |
| 町名新設 住居表示 | 1973年（昭和48年）6月1日 | 穴生四丁目 | 大字穴生の一部             |

## 世帯数と人口
2025年（令和7年）3月31日現在（北九州市発表）の世帯数と人口は以下の通りである。
| 町         | 世帯数    | 人口    |
| ---------- | --------- | ------- |
| 穴生一丁目 | 982世帯   | 1,759人 |
| 穴生二丁目 | 447世帯   | 739人   |
| 穴生三丁目 | 158世帯   | 286人   |
| 穴生四丁目 | 723世帯   | 1,304人 |
| 計         | 2,310世帯 | 4,088人 |

### 人口の変遷
国勢調査による人口の推移。
| 1995年（平成7年）  | 4,109人 | [ 7 ]  |  |
| 2000年（平成12年） | 4,277人 | [ 8 ]  |  |
| 2005年（平成17年） | 3,975人 | [ 9 ]  |  |
| 2010年（平成22年） | 3,864人 | [ 10 ] |  |
| 2015年（平成27年） | 3,899人 | [ 11 ] |  |
| 2020年（令和2年）  | 3,960人 | [ 12 ] |  |

### 世帯数の変遷
国勢調査による世帯数の推移。
| 1995年（平成7年）  | 1,735世帯 | [ 7 ]  |  |
| 2000年（平成12年） | 1,914世帯 | [ 8 ]  |  |
| 2005年（平成17年） | 1,813世帯 | [ 9 ]  |  |
| 2010年（平成22年） | 1,865世帯 | [ 10 ] |  |
| 2015年（平成27年） | 2,007世帯 | [ 11 ] |  |
| 2020年（令和2年）  | 2,075世帯 | [ 12 ] |  |

## 学区
市立小・中学校に通う場合、学区は以下の通りとなる。
| 町         | 街区 | 小学校               | 中学校               |
| ---------- | ---- | -------------------- | -------------------- |
| 穴生一丁目 | 全域 | 北九州市立穴生小学校 | 北九州市立穴生中学校 |
| 穴生二丁目 | 全域 | 北九州市立穴生小学校 | 北九州市立穴生中学校 |
| 穴生三丁目 | 全域 | 北九州市立穴生小学校 | 北九州市立穴生中学校 |
| 穴生四丁目 | 全域 | 北九州市立穴生小学校 | 北九州市立穴生中学校 |

## 交通

### 鉄道
- 筑豊電気鉄道
  - 穴生駅

### バス
域内のバス停と系統は以下のとおりである。
| 運行事業者 | 運行事業者               | 西鉄バス北九州 | 西鉄バス北九州 | 西鉄バス北九州 | 西鉄バス北九州 | 西鉄バス北九州 | 北九州市交通局 |
| 系統       | 系統                     | 1              | 57             | 74-1           | 80             | エアポートバス | 57             |
| 停留所     | 穴生橋                   | ○              |                | ○              |                |                |                |
| 停留所     | 皇后崎                   |                |                |                |                |                | ○              |
| 停留所     | 皇后崎（八幡営業所入口） | ○              |                | ○              | ○              | ○              |                |
| 停留所     | 八幡営業所               |                | ○              |                |                |                |                |
| 停留所     | 穴生小学校前             |                | ○              |                |                |                |                |
| 停留所     | 穴生電停前               |                | ○              |                |                |                |                |

### 道路
- 国道3号
- 県道11号有毛引野線

## 施設

### 公共施設
- 北九州市立穴生児童館

### 教育施設
- 北九州市立穴生小学校
- 秋吉学園穴生幼稚園

### 金融機関
- 福岡ひびき信用金庫 穴生支店
- JA北九 穴生支店

### 商業施設
- スピナ 穴生中央店
- マルキョウ 穴生店

### 公営住宅
- 市営穴生団地

### 神社仏閣
- 鷹見神社
- 浄土宗弘善寺

### 公園
- 小山公園
- 穴生一丁目公園
- 穴生二丁目公園
- 穴生三丁目公園

## 史跡
- 穴生古屋敷遺跡